# Zaïre op de Olympische Zomerspelen 1992
Zaïre debuteerde op de Olympische Spelen tijdens de Olympische Zomerspelen 1992 in Barcelona, Spanje. Het was de vierde deelname van het land aan de Spelen en net zoals de vorige deelnames werd er geen medaille gewonnen.

## Deelnemers en resultaten
(m) = mannen, (v) = vrouwen 

### Atletiek
| Olympiër                                                    | Discipline   | Resultaat | Prestatie                |
| ----------------------------------------------------------- | ------------ | --------- | ------------------------ |
| Ilunga Kafila                                               | 800m (m)     | 52e       | serie 1: 8ste in 1.57,73 |
| Kaleka Mutoke                                               | 1500m (m)    | 41e       | serie 4: 10de in 3.53,71 |
| Ilunga Kafila                                               | 4x400m (m)   | 52e       | serie 1: 8ste in 1.57,73 |
| Ilunga Kafila Luasa Batungile Kaleka Mutoke Shintu Kibambee | marathon (m) | 21e       | serie 1: 8ste in 3.21,91 |
|                                                             |              |           |                          |
| Muyegbe Mubala                                              | 100m (v)     | 51e       | serie 5: 8ste in 12,76   |
| Christine Bakombo                                           | marathon (v) | 37e       | 3:29.10                  |

### Boksen
| Olympiër          | Discipline | Resultaat | Prestatie                                                                     |
| ----------------- | ---------- | --------- | ----------------------------------------------------------------------------- |
| Mohamed Siluvangi | -75kg (m)  | 9e        | 1ste ronde: vrij 2de ronde: V van CAN Johnson: scheidsrechterlijke beslissing |

### Judo
| Olympiër           | Discipline | Resultaat | Prestatie |
| ------------------ | ---------- | --------- | --------- |
| Bosolo Mobando     | -60kg (m)  | 23e       |           |
| Dikubenga Mavatiku | -65kg (m)  | 17e       |           |
| Lusambu Mafuta     | -71kg (m)  | 13e       |           |
| Musuyu Kutama      | -78kg (m)  | 34e       |           |
| Ilualoma Isako     | -86kg (m)  | 17e       |           |
| Mamute Mbonga      | -95kg (m)  | 21e       |           |

### Wielersport
| Olympiër           | Discipline       | Resultaat | Prestatie      |
| ------------------ | ---------------- | --------- | -------------- |
| Mobange Amisi      | wegwedstrijd (m) | DNF       | niet gefinisht |
| Selenge Kimoto     | wegwedstrijd (m) | DNF       | niet gefinisht |
| Ndjibu N'Golomingi | wegwedstrijd (m) | DNF       | niet gefinisht |

Albanië · Algerije · Amerikaanse Maagdeneilanden · Amerikaans-Samoa · Andorra · Angola · Antigua en Barbuda · Argentinië · Aruba · Australië · Bahama's · Bahrein · Bangladesh · Barbados · België · Belize · Benin · Bermuda · Bhutan · Bolivia · Bosnië en Herzegovina · Botswana · Brazilië · Britse Maagdeneilanden · Bulgarije · Burkina Faso · Canada · Centraal-Afrikaanse Republiek · Chili · China · Chinees Taipei · Colombia · Congo-Brazzaville · Cookeilanden · Costa Rica · Cuba · Cyprus · Denemarken · Djibouti · Dominicaanse Republiek · Duitsland · Ecuador · Egypte · El Salvador · Equatoriaal-Guinea · Estland · Ethiopië · Fiji · Filipijnen · Finland · Frankrijk · Gabon · Gambia · Gezamenlijk team · Ghana · Grenada · Griekenland · Groot-Brittannië · Guam · Guatemala · Guinee · Guyana · Haïti · Honduras · Hongarije · Hongkong · Ierland · IJsland · India · Indonesië · Irak · Iran · Israël · Italië · Ivoorkust · Jamaica · Japan · Jemen · Jordanië · Kaaimaneilanden · Kameroen · Kenia · Koeweit · Kroatië · Laos · Lesotho · Letland · Libanon · Libië · Liechtenstein · Litouwen · Luxemburg · Madagaskar · Malawi · Malediven · Maleisië · Mali · Malta · Marokko · Mauritanië · Mauritius · Mexico · Monaco · Mongolië · Mozambique · Myanmar · Namibië · Nederland · Nederlandse Antillen · Nepal · Nicaragua · Nieuw-Zeeland · Niger · Nigeria · Noord-Korea · Noorwegen · Oeganda · Oman · Oostenrijk · Pakistan · Panama · Papoea-Nieuw-Guinea · Paraguay · Peru · Polen · Portugal · Puerto Rico · Qatar · Roemenië · Rwanda · Saint Vincent‑Grenadines · Salomonseilanden · Samoa · San Marino · Saoedi-Arabië · Senegal · Seychellen · Sierra Leone · Singapore · Slovenië · Soedan · Spanje · Sri Lanka · Suriname · Swaziland · Syrië · Tanzania · Thailand · Togo · Tonga · Trinidad en Tobago · Tsjaad · Tsjecho-Slowakije · Tunesië · Turkije · Uruguay · Vanuatu · Venezuela · Verenigde Arabische Emiraten · Verenigde Staten · Vietnam · Zaïre · Zambia · Zimbabwe · Zuid-Afrika · Zuid-Korea · Zweden · Zwitserland · Onafhankelijke olympische deelnemers